# Jean Varga
Jean Varga (Parigi, 1940) è un filatelista francese.

## Biografia
Ha studiato economia politica e dopo il servizio militare ha iniziato a lavorare con il padre Ladislas Varga nella storica società filatelica Theodor Champion. 

Per dieci anni ha lavorato nell'ufficio studi economici, dopodiché ha affiancato e poi sostituito (nel 2000 )  il padre come responsabile della realizzazione del catalogo Yvert & Tellier  e dei cataloghi specializzati sulla Francia  . Svolge tuttora questo incarico.
Per un breve periodo ha anche rilevato la società filatelica, assumendone la carica di presidente, ma nel 1997 ha deciso di venderla alla danese Nordfrim di Erlking Daugaard, preferendo concentrarsi sui cataloghi Yvert & Tellier..
Dal 1987 al 2004 è stato presidente dell'ASCAT (Association Internationale des Editeurs de catalogues de timbres-poste, d'albums et de publications philatelique), di cui è tuttora membro onorario 
Nel 1989 è stato nominato dalle Poste del Regno Unito membro dello Stamp Advisory Committee, organo consultivo, composto da esperti provenienti da varie nazioni, che si occupa della selezione dei francobolli commemorativi in emissione . Ha ricoperto un simile incarico anche come membro del Philatelic Advisory Committee of An Post, l'equivalente irlandese del SAC .
Detiene inoltre la carica di vicepresidente onorario dell'International Federation of stamp dealers' association (Ifsda). È membro della Commissione olimpica di filatelia, numismatica e memorabilia del Comitato Olimpico Internazionale .